# Ramon'
Ramon' (in russo Рамонь?) è un insediamento di tipo urbano della Russia europea nell'oblast' di Voronež. È il centro amministrativo del rajon Ramonskij.
Si trova sul fiume Voronež, 37 km a nord di Voronež.